# 高藤まりあ
高藤 まりあ（たかふじ まりあ）は日本の女性声優。主にアダルトゲームに声をあてている。

## 出演作品
太字は主役・メインキャラクター

### ゲーム

#### 2010年
- 桜花センゴク 〜信長ちゃんの恋して野望!?〜（上杉謙信ちゃん）[1]
- とある魔雀の禁書目録（インデックス、初春飾利）[2]
- ななプリ。（メラニー）[3]
- ふぇいばりっと Sweet!（リフレ・シオラン）[4]
- まるめる 〜ソウシンシャは@未来〜（西宮寺奏）[5]
- 満淫車両 〜制服生出しイキ放題〜（霧島美鈴）[6]
- 萌恋維新! アタシら、じぇいけー、新閃組!（近藤勇美）[7]

#### 2011年
- オタカノ -こんなに可愛い彼女がオタクなわけがない-（春菜もえ）[8]
- 懲罰指導 〜学園令嬢更性計画〜（平泉純）
- DragonMahjongg3〜天空編〜（ミレーユ）
- Worlds and World’s end 〜ワールズ・エンド・ワールズエンド〜（月島碧）[9]

#### 2012年
- しあわせ家族部（牧野帆乃波）[10]